# Tessel Middag
Tessel Tina Middag (født 23. december 1992) er en hollandsk fodboldspiller, der spiller som midtbanespiller for West Ham United og Holland. Hun har tidligere spillet for ADO Den Haag, AFC Ajax og Manchester City.

## Hæder
ADO Den Haag
- Eredivisie (1): 2011–12
- KNVB Women's Cup (1): 2011–12

Ajax
- KNVB Women's Cup (1): 2013–14

Manchester City
- FA WSL (1): 2016
- FA WSL Cup (1): 2016